# Vladimír Svitek
Vladimír Svitek (Besztercebánya, 1962. október 19. – Kassa, 2020. február 17.) világbajnoki bronzérmes csehszlovák válogatott szlovák jégkorongozó.

## Pályafutása

### Klubcsapatban
Besztercebányán kezdte a jégkorongozást az Iskra Smrečina csapatában. 1980 és 1990 között a  VSŽ Košice együttesével a csehszlovák élvonalban játszott, ahol 1985–86-ban és 1987–88-ban bajnokok lettek. 1981-ben a Philadelphia Flyers draftolta, de soha nem játszhatott az NHL-ben. 1990-ben Finnországba szerződött, ahol egy évig a HPK Hämeenlinna csapatában szerepelt, majd egy szezont játszott Ausztriában a Zell am See-nél. Ezt követően visszatért Szlovákiába. Ismét Kassán, majd HK Spišská Nová Ves és HK VTJ Trebišov együtteseiben szerepelt. Pályafutása végén a magyar bajnokságban játszott a Ferencváros és a Dunaferr csapataiban.

### A válogatottban
40 alkalommal játszott a csehszlovák válogatottban és 11 gólt szerzett. Tagja volt az 1989-es svédországi világbajnokságon bronzérmet szerző csapatnak.

## Sikerei, díjai
- Világbajnokság
  - bronzérmes: 1989
- Csehszlovák bajnokság
  - bajnok (2): 1985–86, 1987–88